# Elena Maróthy-Šoltésová
Elena Maróthy-Šoltésová, född 1855, död 1939, var en slovakisk författare och aktivist. Hon betraktas som en ledande gestalt av kvinnorörelsen i Slovakien. 
Hon var ordförande för Slovakiens första kvinnoorganisation Živena 1894-1927. Tillsammans med Terézie Vansová drev hon från 1898 Slovakiens första feministiska tidskrift, Dennica, som anses ha introducerat den verkliga feministiska emancipationsdebatten i Slovakien.